# Sofía de Hohenberg

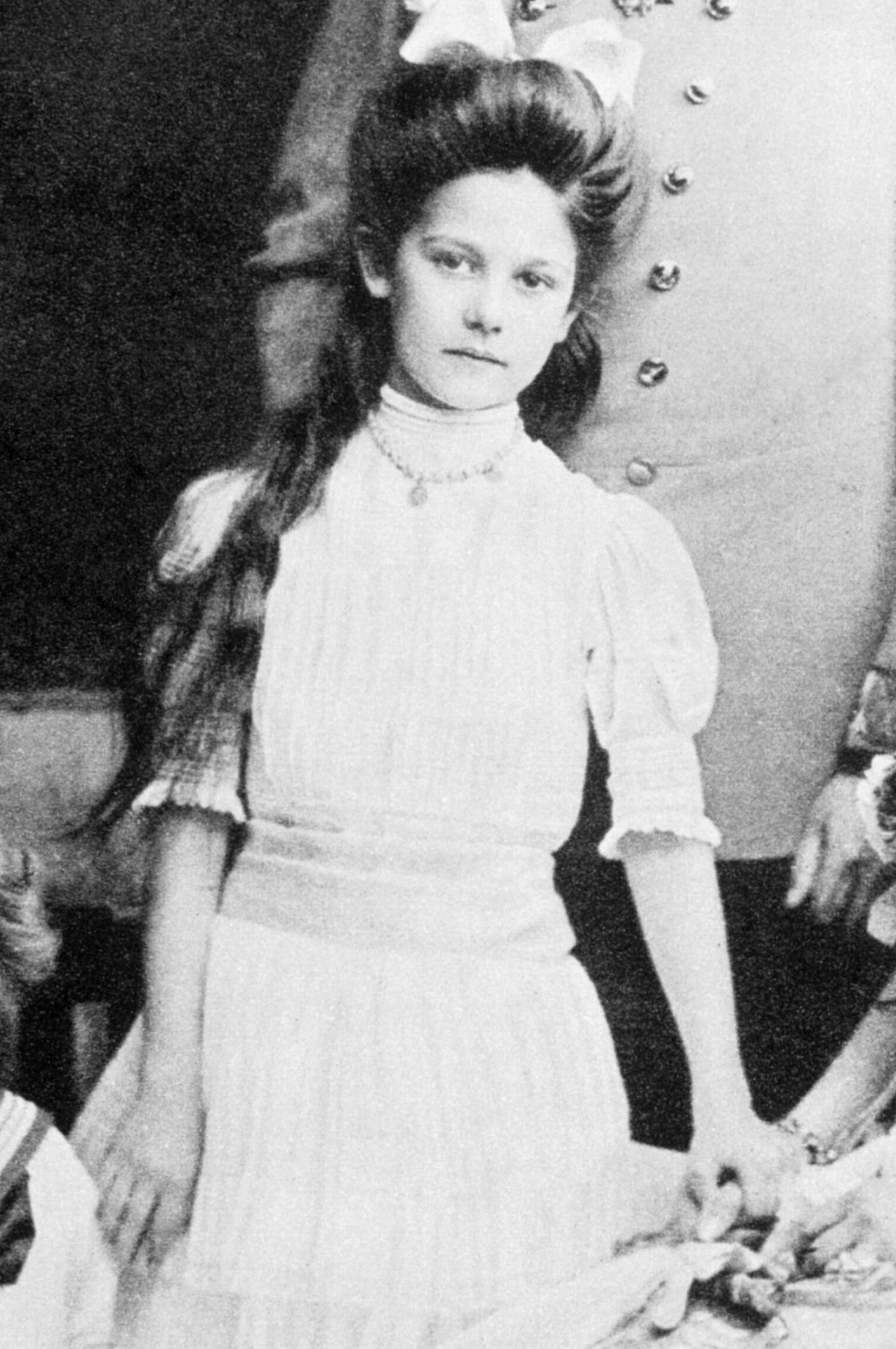
Sophie en su niñez

Sophie Hohenberg en su etapa de mujer adulta

Sofía de Hohenberg (Konopischt, 24 de julio de 1901-Thannhausen, 27 de octubre de 1990) fue la única hija de Francisco Fernando de Austria y su mujer morganática Sofía, duquesa de Hohenberg, ambos asesinados en Sarejevo el 28 de junio de 1914. Sus asesinatos desencadenaron la Primera Guerra Mundial, por ello Sofía y sus dos hermanos son a veces descritos como los primeros huérfanos de la Primera Guerra Mundial.

## Primeros años
La princesa Sofía nació el 24 de julio de 1901 en un chateau en Konopiště, en la actual República Checa, a cincuenta kilómetros al sureste de Praga. Este chateau, situado en Bohemia, era la casa favorita del archiduque y su mujer. El 29 de septiembre de 1902, nació el primer hijo varón de ambos, Maximiliano. Su segundo hijo varón, Ernesto, nació el 17 de mayo de 1904. En 1908, la mujer del archiduque quedó embarazada otra vez, pero su cuarto hijo, también varón, nació muerto el 7 de noviembre de 1908.
Ya que el archiduque había declarado bajo juramento que cualquier hijo que tuviera con su mujer morganática nunca podría tener acceso al trono, él predijo un futuro para ellos que sería normal y tranquilo. Quería que sus hijos llevaran una vida poco complicada, y pretendía que su hija Sofía pudiera ser feliz junto a un marido socialmente adecuado, y esperaba que sus hijos pudieran disfrutar de una vida sin preocupaciones materiales ni excesiva exposición pública.

## Después del asesinato
Después del asesinato de sus padres, Sofía y sus dos hermanos supervivientes, Maximiliano y Ernesto, estuvieron viviendo con un amigo cercano de su padre y compañero de tiro, el príncipe Jaroslav de Thun y Hohenstein.
Más tarde en 1918, sus propiedades en Checoslovaquia, incluyendo Konopiště y Chlumec nad Cidlinou, fueron confiscadas por el gobierno checo. Los niños estuvieron viviendo entre Viena y el Palacio de Artstetten.

## Matrimonio
Sofía se casó con el conde Federico de Nostitz-Rieneck (1891-1973) el 8 de septiembre de 1920. Tuvieron cuatro niños:
- Conde Erwein Maximiliano Francisco Pedro Pablo Huberto Conrado María de Nostitz-Rieneck (29 de junio de 1921 - 11 de septiembre de 1949), murió en un campamento soviético, soltero y sin hijos.
- Conde Francisco de Asís Federico Ernesto Leopoldo José María de Nostitz-Rieneck (2 de febrero de 1923 - 23 de febrero de 1945), asesinado en el Frente Oriental, soltero y sin hijos.
- Conde Luis Carlos José María de Nostitz-Rieneck (12 de agosto de 1925 - 22 de abril de 2003), se casó con la condesa Teresa de Waldburg-Zeil y Trauchburg el 7 de agosto de 1962. Tuvieron cuatro hijos y trece nietos.
  - Conde Federico de Nostitz-Rieneck (19 de julio de 1963), casado con la condesa Estefanía de Calice el 19 de octubre de 2002. Tienen tres niños: 
    - Condesa Ludmila María Aloysía Teresa de Nostitz-Rieneck (21 de enero de 2004)
    - Conde Erwein Wenzel Luis Enrique Juan José María de Nostitz-Rieneck (10 de diciembre de 2006)
    - Condesa Teresa María Josefa Aloysía de Nostitz-Rieneck (28 de julio de 2008)

  - Condesa Mónica María Teresa Walburga Enriqueta de Nostitz-Rieneck (15 de abril de 1965), casada con Federico, Barón Mayr de Melnhof el 14 de julio de 1985. Tienen cuatro niños y una nieta:
    - Federico Luis Barón de María del Román Mayr de Melnhof (26 de abril de 1986), casado con la condesa Antonia Czernin de Chudenitz el 10 de septiembre de 2011. Tienen una hija: 
      - Baronesa Felipa Mayr de Melnhof (2015)

    - Matías Barón de María de Francisco de Juan Mayr de Melnhof (24 de enero de 1988), casado con la baronesa Ana María de Waechten en 2014.
    - Clarisa María Ana Teresa Baronesa Mayr de Melnhof (18 de enero de 1990), casada con el Barón Leopoldo de Waechter el 19 de julio de 2014.
    - Francisca Teodora María Sofía Baronesa Mayr de Melnhof (7 de julio de 1996)

  - Condesa Sofía Bernadette María Jacinta Tadea Walburga de Nostitz-Rieneck (17 de agosto de 1967), casada con el conde Cristián de Seilern y Aspang el 3 de septiembre de 1994. Tienen tres niños: 
    - Condesa Aglaé María Sofía Mónica Valeria Teresa de Seilern y Aspang (22 de septiembre de 1995)
    - Conde Fernando Cristóbal Federico Luis Francisco María de Seilern y Aspang (4 de septiembre de 1997)
    - Conde Jacob Federico Luis Lucas José María de Seilern y Aspang (18 de febrero de 2000)

  - Conde Francisco Erwein de Nostitz-Rieneck (4 de mayo de 1970), casado con la condesa Isabel Josefina de Moys de Sons el 23 de junio de 2001. Tienen tres hijas: 
    - Condesa Teresita Sofía Isabel Benedicta de Nostitz-Rieneck (11 de julio de 2002)
    - Condesa Sofía Carolina Bernadette Juana María de Nostitz-Rieneck (30 de marzo de 2004)
    - Condesa Elena María Clarisa Diana Nadine Leonor de Nostitz-Rieneck (21 de febrero de 2008)
- Condesa Sofía Amalia Teresa Quirinia Enriqueta Lucrecia Magdalena María Ignacia de Nostitz-Rieneck (4 de junio de 1929 - 19 de abril de 2024), casada con Ernesto Barón de Gudenus el 18 de agosto de 1953. Tienen cuatro niños y diez nietos:
  - Baronesa Sofía de Gudenus (6 de junio de 1954), casada con el conde Tomás de Seilern y Aspang el 2 de julio de 1981. Tienen cuatro hijos.
  - Baronesa María Sidonia de Gudenus (20 de agosto de 1955), casada con Alejandro Federico Carlos María Graf de Seilern y Aspang el 17 de julio de 1982. Tienen cuatro hijos.
  - Barón Erwein de Gudenus (30 de agosto de 1958), soltero y sin hijos.
  - Barón Fernando de Gudenus (27 de julio de 1960), casado con la condesa Carolina de Hoyo y Stichsenstein el 11 de agosto de 1987. Tienen dos hijos.

## Vida más tardía
En 1938, siguiendo el Anschluss (la unión de Austria y Alemania bajo Adolf Hitler), sus hermanos Maximiliano y Ernesto fueron arrestados por la Gestapo, a raíz de hacer declaraciones antinazis, y fueron deportados al campo de concentración de Dachau. Sus propiedades en Austria fueron confiscadas por autoridades nazis. Ambos sobrevivieron a su encarcelamiento en Dachau.
El marido de Sofía murió en 1973, después de vivir una vida tranquila en Austria, acompañado un tiempo por sus nietos. En 1981,  visitó Konopiste por primera vez en sesenta años. Durante esta visita, habló de lo feliz que su familia había sido allí.
Sofía vivió 89 años, muriendo en octubre de 1990. Ella descansa junto al cuerpo de su marido en la cripta familiar de su yerno, el barón Ernst Gudenus, en Weizberg cercano a Thannhausen, en Austria.